# Lasianthus batangensis
Lasianthus batangensis är en måreväxtart som beskrevs av Karl Moritz Schumann. Lasianthus batangensis ingår i släktet Lasianthus och familjen måreväxter. Inga underarter finns listade i Catalogue of Life.